# Movie Scenes
Movie Scenes è un singolo del rapper statunitense Blueface, pubblicato il 12 giugno 2018.

## Tracce
1. Movie Scenes – 1:41